# Silniční most č. 14125-1
Kamenný silniční most přes Dubský potok,který je na silnici III/14125 do Borčic severovýchodně od obce Dub v Jihočeském kraji, je kulturní památkou České republiky.

## Popis
Silniční most č. 14125-1 se nachází na silnici III/14125 z Dubu do Borčic v blízkosti u mlýna překlenuje Dubský potok, který vytéká z Dubského rybníka. Most tvoří jeden kamenný segmentový oblouk. Délka mostu je 3,03 m (délka přemostění 5 m), šířka 6,57 a výška 3,25 m. Stavební materiálem je lomový kámen a tesané kamenné kvádry. Pilíře do výše 1,70 m jsou z opracovaných režných kvádrů, pojivem je vápenocementová malta. Povrch vozovky tvoří živičná vrstva. Koryto Dubského potoka pod mostem (i před mostem) je vyloženo dlažbou z lomového kamene místy opracované desky. Most byl rekonstruován v roce 1985.